# Marion Poinsot
Marion Poinsot est une auteure de bande dessinée et une illustratrice française ainsi qu'une créatrice de jeux vidéo[réf. souhaitée] née le 16 mai 1978 à Dunkerque.

## Biographie
Après son baccalauréat, Marion Poinsot passe un an à l'Académie des beaux-arts de Tournai et obtient une maîtrise en médiation culturelle à Dunkerque. Elle commence par être publiée dans le fanzine d'une association. Son premier projet professionnel, Chaëlle, est publié par les Éditions Pointe Noire en 2001 ; la série s'arrête à cause de la disparition de cette maison d’édition. Marion Poinsot développe cet univers dans un jeu de rôles : Les Chroniques de Katura.
Elle publie, à partir de 2004, la série Dread Mac Farlane aux Éditions Clair de Lune.
Parallèlement à cette série, elle dessine les personnages de la saga audio Le Donjon de Naheulbeuk de John Lang et adapte leurs aventures, avec succès,, dans une série de bande dessinée publiée chez Clair de Lune à partir de 2005. À cela suit l’adaptation d’une autre saga audio, Les Aventuriers du Survivaure.
Puis Marion Poinsot travaille aux séries Les Arcanes de Naheulbeuk (depuis 2007) ainsi que Nina Tonnerre, en collaboration avec David Labarde.

## Publications
- Chaëlle, Pointe Noire :

1. Chimérie, 2001[6].

- Les Chroniques de Katura, éd. Lupus Ideis :
  - Le Jeu de rôle des chroniques de Katura.
- Dread Mac Farlane, éd. Clair de Lune[7] :

1. La Carte d’Estrechez, 2004  (ISBN 2-913714-25-0) ;
2. Le Crocodile du temps, 2004 ;
3. Ceux qui à moitié vivent, 2005 ;
4. Nyambura, 2006 ;
5. Lion des Mers, 2007.

- Les Chroniques de Katura : La Legende d'Eikos éd. Clair de Lune (Marion Poinsot / Vincenzo Riccardi)
  1. Le Seigneur des Loups, 2011  (ISBN 9782353253074)
  2. Reveil dans la nuit, 2011  (ISBN 9782353253456)
- Les Chroniques de Katura : Tao éd. Clair de Lune (Marion Poinsot / Tommaso Renieri)
  1. Le Grand Tournois, 2012  (ISBN 9782353254231)
  2. L'Université Faérique, 2014  (ISBN 9782353255924)
- Les Chroniques de Katura : Chaëlle éd. Clair de Lune  (Marion Poinsot / Vincenzo Riccardi)
  1. Mission Dragon, 2012  (ISBN 9782353254729)
  2. La bataille de Zahrasie, 2013  (ISBN 9782353254880)

- Le Donjon de Naheulbeuk avec John Lang, éd. Clair de Lune :
  - Première saison, partie 1, 2005  (ISBN 2-913714-67-6) ;
  - Première saison, partie 2, 2005  (ISBN 2-913714-81-1) ;
  - Deuxième saison, partie 1, 2006  (ISBN 2-913714-92-7) ;
  - Deuxième saison, partie 2, 2007  (ISBN 978-2-35325-033-2) ;
  - Deuxième saison, partie 3, 2008  (ISBN 978-2-353-25085-1) ;
  - Deuxième saison, partie 4, 2009  (ISBN 978-2-353-25170-4) ;
  - Troisième saison, partie 1, 2010  (ISBN 978-2-353-25280-0) ;
  - Troisième saison, partie 2, 2011  (ISBN 978-2-35325-298-5) ;
  - Troisième saison, partie 3, 2011  (ISBN 978-2-35325-374-6);
  - Quatrième saison, partie 1, 2012  (ISBN 978-235325-406-4).
- Les Aventuriers du NHL2987 Survivaure, avec Franck Guillois, éd. Clair de Lune :
  - Le Cycle des Krygonites C.1, 2006  (ISBN 2-913714-90-0) ;
  - Le Cycle des Krygonites C.2, 2007  (ISBN 978-2-35325-015-8) ;
  - Le Cycle des Krygonites C.3, 2008  (ISBN 978-2-35325-059-2) ;
  - L'amiral prend la porte, 2009  (ISBN 978-2-353-25117-9) ;
  - Colonisation, partie 1, 2011  (ISBN 978-2-353-25260-2).
- Nina Tonnerre, avec David Labarde,  éd. Jungle :

1. Le trio de l’apocalypse, 2007  (ISBN 978-2-35100-411-1) ;
2. La Tête Dans les Étoiles, 2009  (ISBN 978-2-87442-420-5).

- Les Arcanes de Naheulbeuk, l’arrière-boutique de la terre de Fangh, avec John Lang, éd. Clair de Lune :

1. Bière, monstre et bière, 2008  (ISBN 978-2-35325-042-4) ;
2. Des Boudins et des Elfes, 2009  (ISBN 978-2-35325-097-4) ;
3. La vie d’aventurier, 2010  (ISBN 978-2353251940).

- La Cour des Miracles, éd. Le Grimoire

1. Collectif / 20 nouvelles sur le thème de l'imaginaire - La Mine d'Or d'Eduardo (Marion Poinsot), 2015  (ISBN 979-10-92700-04-6)

- Flacons & Baston, Clair de Lune

1. Tome 1, 2018  (ISBN 978-2-353-25815-4)
2. Tome 2, 2019  (ISBN 978-2-353-25839-0)